# Опитне (Бахмутський район)
О́питне — селище в Україні, у Бахмутській міській громаді Бахмутського району Донецької області. З 1988 по 26 червня 2019 роки — адміністративний центр Опитненської сільської ради. 

## Історія
Історія селища починається з 1936 року, коли на його місці було розташовано промислову зону Донецької державної сільськогосподарської селекційної зернової станції. Отриманий селекційний матеріал дозволив створити такі цінні сорти, як ярова пшениця «Артемівська», яровий ячмінь «Донецький 650», «Донецький 576», овес «Артемівський 1»  та «Артемівський 107». Станція проіснувала до 1958 року. З метою більш повного задоволення запитів сільськогосподарського виробництва Постановою Ради Міністрів УРСР Донецький розширений опорний пункт садівництва у Красногорівці поблизу Донецька був перетворений на Донецьку дослідну станцію Українського науково-дослідного інституту садівництва і переведений на місце Донецької сільськогосподарської дослідної станції в селищі Опитне. Зі стрімким розвитком господарства розвивалася і інфраструктура. У 1959 році селищу Донецької дослідної станції садівництва присвоєна назва  — «Опитне». 
Перший організатор і директор дослідної станції садівництва впродовж 1958—1976 років був Іван Галушка.
З 1960-х років ХХ століття розгорнулось будівництво селища.  Було побудовано лабораторні та адміністративні корпуси, механічні майстерні, автопарк, плодокомбінат та склади для зберігання готової продукції, багатоповерхові житлові будинки з централізованою подачею води, газу, тепла, дитячий навчальний дошкільний заклад «Малятко», гуртожитки для молодих сімей, їдальню, готель, крамниці, торговельний комплекс, лікарську амбулаторію, будинок культури та стадіон.
14 лютого 2015 року в результаті обстрілу селища Опитне снаряди влучили в амбулаторію та гуртожиток професійно-технічного училища № 147, сталася велика пожежа, загиблих та постраждалих не було.
20 жовтня 2020 року відкрито новий тролейбусний маршрут № 8, який обслуговувався до російського вторгнення в Україну тролейбусами з автономним ходом Дніпро Т203, з міста Бахмут до села Опитне.

## Населення

### Мова
Розподіл населення за рідною мовою за даними перепису 2001 року:
| Мова            | Кількість | Відсоток |
| --------------- | --------- | -------- |
| російська       | 1082      | 54.56%   |
| українська      | 884       | 44.58%   |
| вірменська      | 11        | 0.55%    |
| білоруська      | 2         | 0.10%    |
| інші/не вказали | 4         | 0.21%    |
| Усього          | 1983      | 100%     |

## Символіка

### Герб
Герб громади являє собою геральдичний щит (чотирикутний, загострений до низу). На гербі не зображено барвінок, хоча на території громади росте багато барвінку, тому на гербі в центрі художник намагався зобразити цю квітку. Але насправді, у центрі герба зображена волошка, художник погано вчив ботаніку, тому вийшло таке непорозуміння. Фон герба виконаний у зелених і білих кольорах. Це символізує те, що селище Опитне є одним з найзеленіших селищ Бахмутського району. У кутах герба зображені слива, вишня, полуниця та малина, оскільки ці культури вирощуються на Опитненській станції садівництва.

### Прапор
Блакитна смуга зверху символізує блакитне і чисте небо, а знизу — синю річку Бахмут, що тече по просторах громади. Яблуко, прикрашене красивими квіточками, є символом дослідної станції рослинництва, а колоски пшениці — символ дуже розвиненого сільського господарства.

## Пам'ятки
З історичних пам'яток на території селища знаходиться історичний меморіал місцевого значення — «Братська могила воїнів Південно-Західного фронту», побудований на честь загиблих воїнів під час Другої світової війни.
На території селища розміщений ландшафтний заказник місцевого значення «Артемівські садово-дендрологічні насадження» (рішення виконкому Донецької обласної ради народних депутатів від 27.06.84 № 276 «Про нову мережу територій та об'єктів природно-заповідного фонду області»). Відповідно до рішення Донецької обласної ради від 22.03.2002 № 3/25-639 «Про зміну меж заказника місцевого значення Артемівські садово-дендрологічні насадження» загальна площа заказника складає 2071,29 га.